# Gent
Gent sau Gand (în neerlandeză Gent [ɣɛnt], în franceză Gand [gɑ̃], în engleză Ghent [gent]) este un oraș neerlandofon situat în provincia Flandra de Est, regiunea Flandra din Belgia. La 1 ianuarie 2019 avea o populație totală de 262.219 locuitori.
Gent este capitala provinciei belgiene Flandra de Est și a Arondismentului Gent. Gent este un important oraș universitar, Universitatea Gent având peste 41.000 de studenți.

## Etimologie
Denumirea localității Gand, respectiv Gent, provine din latină Candia sau Gandia, „pământ la confluența râurilor”. Denumirea latină provine din cuvântul gal condate, cu semnificație asemănătoare. O altă etimologie ar putea fi cuvântul proto-indo-european °gan, cu semnificația „vărsarea unui râu”.

## Istoric
Numele de Gent vine de la cuvântul celt Ganda, care însemnă deltă. După ce orașul a fost sub conducere romană în jur 400 a fost câștigat de franci. In secolul al IX-lea normanzii jefuiesc regiunea Gent. Carol cel Mare încerca mai târziu fără succes să-i înfrângă pe vikingi.
În secolul al XI-lea Gent devine metropola producției de textile și după Paris al doilea mare oraș nord european. Nobilimea trebuia să cedeze familiilor de comercianți o mare parte a puterii, ceea ce ducea la nemulțumire. Se formează corporațiile. Tot mai multe corporații și familii de comercianți câtigau puterea și influența, ceea ce ducea și la propria independență. Veneau astfel tot mai multe insurecții.
În 1338 corporațiile din Gent se asociază în sfârșit sub Jacob van Artevelde cu englezii, care cu aceștia luptă împreună împotriva nobilimii franceze. (Bătălia de la Roosebeke)
În 1384 Gentul intră sub influența ducatului Burgundiei, prin căsătoria ducelui Filip al II-lea de Burgundia cu moștenitoarea Margareta a III-a a Flandrei. Are loc o noua insurecție sub conducerea lui Philipp van Artevelde.  Această luptă va dura trei ani.
La 23 iulie 1453 are loc bătălia decisivă de la Escaut. După bătălia din 1453 Gent acceptă dominația burgundă, care durează până în 1476.
În 1477 Getul revine casei de Habsburg prin căsătoria Mariei de Burgundia cu viitorul rege Maximilian I de Habsburg. În 24 februarie 1500 se naște la Gent, fiul acestora, viitorul împărat Carol Quintul.

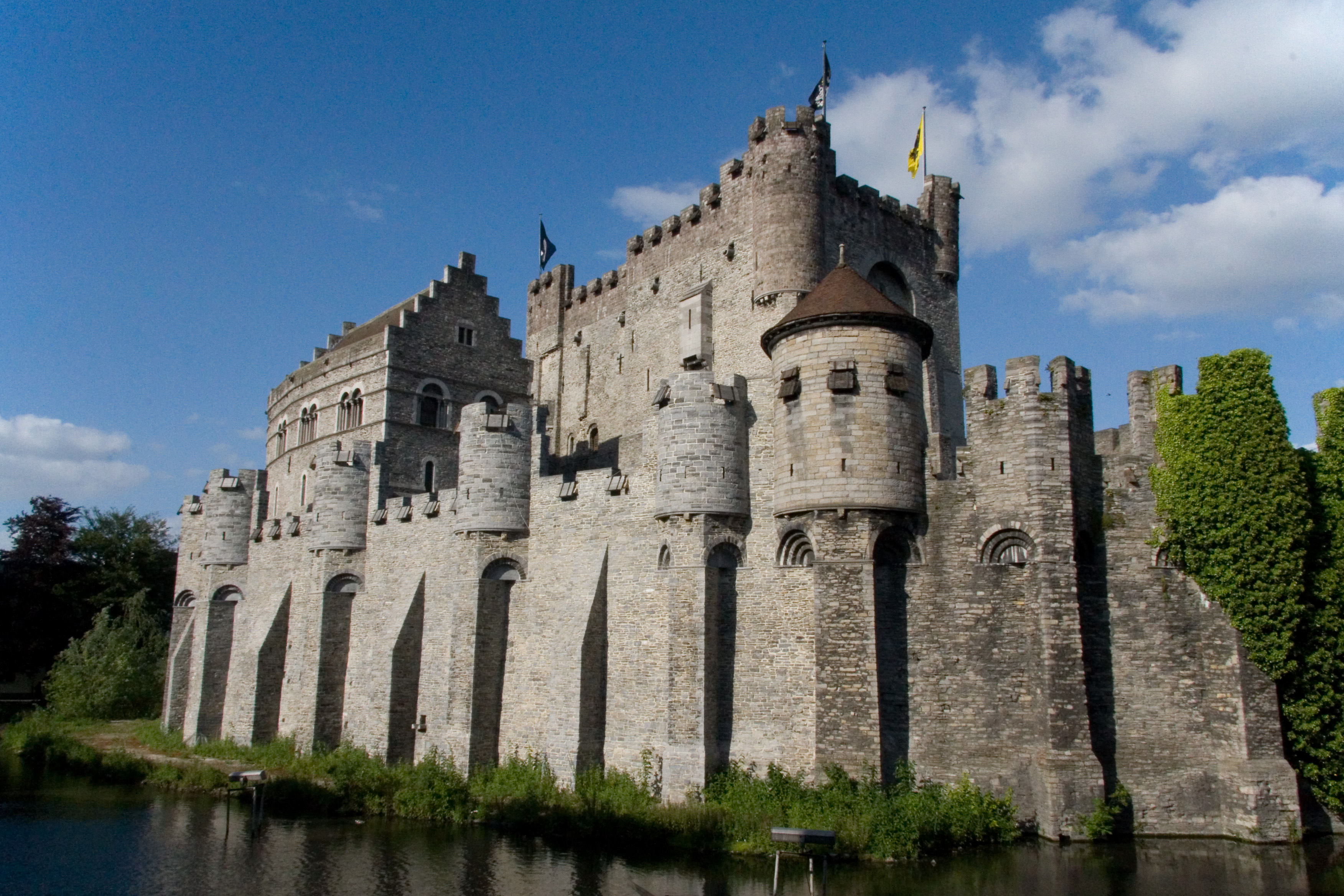
Gravensteen, cetatea Conților de Flandra

După ce Gent la mijlocul secolului al 16-lea cade pe mâinile fiului lui Carol Quintul, Filip al II-lea al Spaniei, protestanții se ridică contra catolicilor din Spania.
Execuția proconsulului de Flandra, Lamoral de Egmont, în anul 1568 - (Goethe a dedicat acestei istorii o piesă de teatru) - declanșează lupta Olandei sub William de Orania.
În 1794 Țările de Jos austriece sunt anexate de Republica Franceză și cu acestea și Gent, 1815 orașul va aparține apoi Regatului Unit al Țărilor de Jos până în 1830, an din care va aparține regatului Belgiei.

## Limbi
În Gent se vorbeste limba neerlandeză. Însă este înțeleasă aproape peste tot germana.
Franceza și engleza sunt înțelese de multă lume.

## Geografie
Gent se situează la nord-vest de Bruxelles la confluența râurilor Escaut și Lys și este al treilea oraș ca mărime din Belgia. Comuna actuală Gent a fost formată în urma unei reorganizări teritoriale în anul 1977, prin înglobarea într-o singură entitate a 14 comune învecinate. Suprafața totală a comunei este de 156,18 km². Comuna este subdivizată în secțiuni, ce corespund aproximativ cu fostele comune de dinainte de 1977. Acestea sunt:
| - I Gent - II Mariakerke - III Drongen - IV Wondelgem - V Sint-Amandsberg - VI Oostakker - VII Desteldonk - VIII Mendonk - IX Sint-Kruis-Winkel - X Ledeberg - XI Gentbrugge - XII Afsnee - XIII Sint-Denijs-Westrem - XIV Zwijnaarde |

Localitățile limitrofe sunt:
- Wachtebeke
- Lochristi
- Destelbergen
- Melle
- Merelbeke
- De Pinte
- Sint-Martens-Latem
- Deinze
- Nevele
- Lovendegem
- Evergem
- Zelzate

## Transport
Există un vast port, care este legat de Canalul Gent-Terneuzen.
Cel mai important mijloc de transport în interiorul orașului este tramvaiul.

## Personalități
- Maurice Maeterlinck (1862 - 1949), scriitor, laureat al Premiului Nobel pentru Literatură (1911);
- Jean Ray / John Flanders, pseudonime ale lui Raymundus Joannes de Kremer  (1887 - 1964), scriitor neerlandofon și francofon;
- Guy Verhofstadt (n. 1953), prim-ministru al Belgiei;
- Wouter Weylandt (1984 - 2011), ciclist.

## Obiective turistice

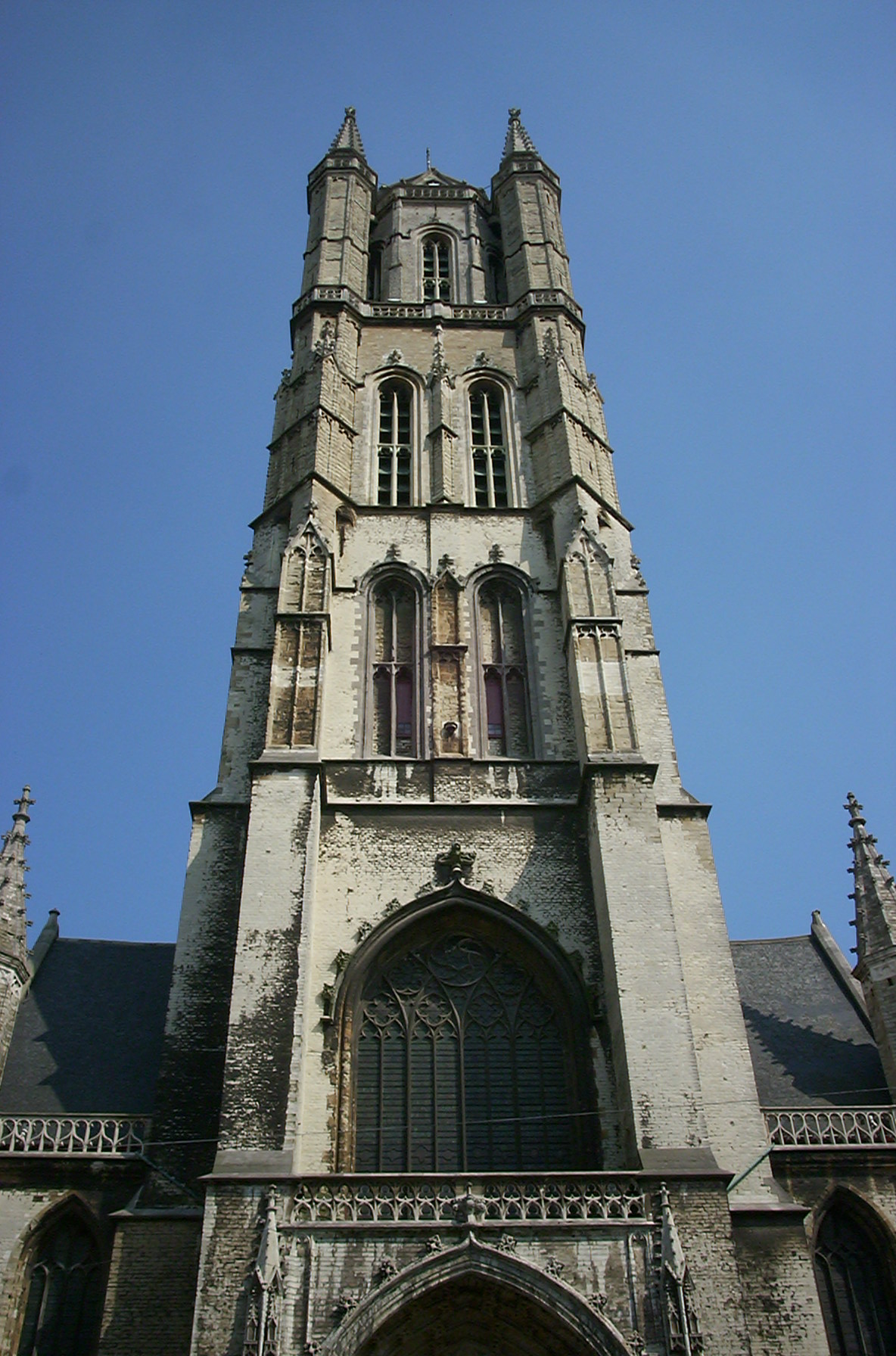
Turnul Catedralei St. Bavo

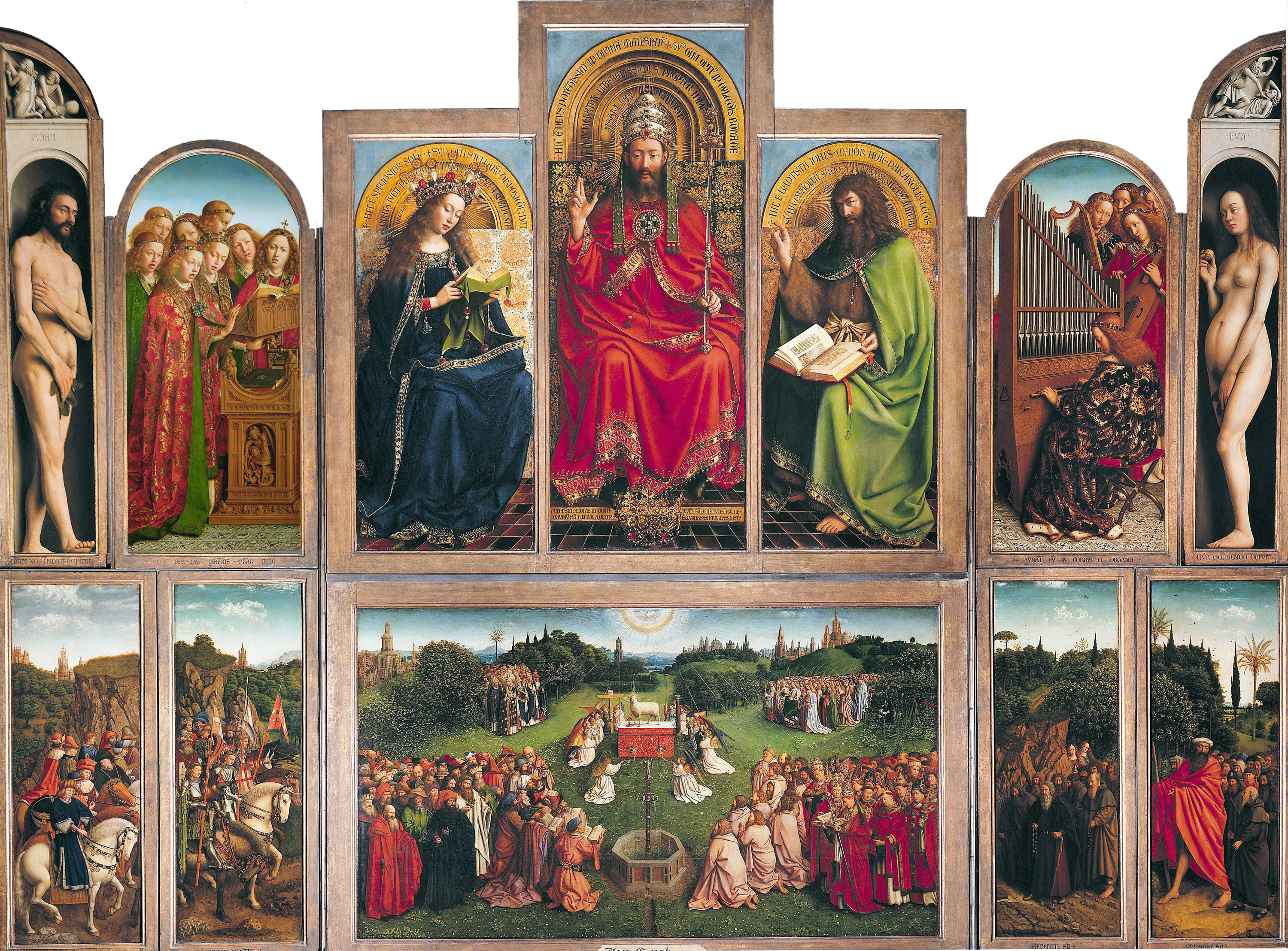
Altar în catedrala St. Bavo, pictat de Jan van Eyck

Gent este desemnat adesea ca unul din cele mai frumoase orașe a Europei și concurează cu orașul cunoscut turistic Bruges. O mare parte a arhitecturii medievale este intactă și uimitor de bine întreținută. Orașul este gazda unor mari evenimente culturale, precum Gentse Feesten și Festival van Vlaanderen.
Alte obiective:
- Belfort - sau Turnul cu ceas
- Gravensteen - unul din cele mai cunoscute cetăți romane din Belgia
- Biserica Sfântul Nicolae din Gent (Sint-Niklaaskerk), în stil gotic „(Scheldegotiek)”
- Catedrala St. Bavo este consacrată sfântului Bavo și a fost construită din anul 1300 până în 1538. În catedrală se găsește un altar care a fost creat de Jan van Eyck
- Primăria, construită între secolele 15 și 17

## Localități înfrățite
- Franța: Saint-Raphaël;
- Germania: Wiesbaden;
- Japonia: Kanazawa;
- Germania: Melle;
- Estonia: Tallinn;
- Maroc: Mohammedia;
- Regatul Unit: Nottingham .